# 1937 no cinema

## Eventos
- 21 de dezembro - É lançado o primeiro longa-metragem de animação da história,  Branca de Neve e os Sete Anões

## Nascimentos
| Data            | Nome                       | Profissão                             | Nacionalidade  | Observações | Ref |
| --------------- | -------------------------- | ------------------------------------- | -------------- | ----------- | --- |
| 15 de janeiro   | Margaret O'Brien           | atriz                                 | Estados Unidos |             |     |
| 30 de janeiro   | Vanessa Redgrave           | atriz                                 | Reino Unido    |             |     |
| 11 de fevereiro | Simone de Oliveira         | cantora e actriz                      | Portugal       |             |     |
| 20 de março     | Paulo José                 | ator e diretor                        | Brasil         |             |     |
| 20 de março     | Jerry Reed                 | cantor e ator                         | Estados Unidos | m. 2008     |     |
| 30 de março     | Warren Beatty              | ator e diretor                        | Estados Unidos |             |     |
| 30 de março     | Rogério Cardoso            | ator e comediante                     | Brasil         | m. 2003     |     |
| 30 de março     | José Celso Martinez Corrêa | diretor, ator, dramaturgo e encenador | Brasil         |             |     |
| 30 de março     | Renato Borghi              | ator                                  | Brasil         |             |     |
| 22 de abril     | Jack Nicholson             | ator                                  | Estados Unidos |             |     |
| 17 de maio      | Sinde Filipe               | ator                                  | Portugal       |             |     |
| 1 de junho      | Morgan Freeman             | ator                                  | Estados Unidos |             |     |
| 4 de junho      | Hugo Carvana               | ator e diretor                        | Brasil         | m. 2014     |     |
| 11 de junho     | Carlos Eduardo Dolabella   | ator                                  | Brasil         | m. 2003     |     |
| 11 de junho     | Reginaldo Faria            | ator                                  | Brasil         |             |     |
| 19 de junho     | Rui Mendes                 | actor e encenador                     | Portugal       |             |     |
| 8 de agosto     | Dustin Hoffman             | ator                                  | Estados Unidos |             |     |
| 30 de outubro   | Claude Lelouch             | cineasta                              | França         |             |     |
| 30 de novembro  | Ridley Scott               | cineasta e produtor                   | Reino Unido    |             |     |
| 17 de dezembro  | Sergio Jiménez             | actor                                 | México         | m. 2007     |     |
| 21 de dezembro  | Jane Fonda                 | atriz                                 | Estados Unidos |             |     |
| 31 de dezembro  | Anthony Hopkins            | actor                                 | País de Gales  |             |     |

## Mortes
| Data         | Nome           | Profissão | Nacionalidade  | Observações | Ref |
| ------------ | -------------- | --------- | -------------- | ----------- | --- |
| 2 de janeiro | Ross Alexander | ator      | Estados Unidos | n. 1907     |     |